# Jegor Titow
Jegor Ilijcz Titow (ros. Егор Ильич Титов, ur. 29 maja 1976 w Moskwie) – piłkarz rosyjski, grający na pozycji środkowego lub środkowego pomocnika.

## Kariera klubowa
Titow pochodzi z Moskwy. Od dziecka przejawiał talent piłkarski i w związku z tym rozpoczął treningi w jednym z najpopularniejszych klubów w mieście, Spartaku Moskwa. W 1992 roku trafił do zespołu rezerw, a w 1995 roku został włączony do kadry pierwszej drużyny i wtedy też zaliczył debiut w Premier Lidze a następnie w fazie grupowej Ligi Mistrzów, ale nie był jeszcze zawodnikiem wyjściowej jedenastki. 
W pierwszym składzie Titow zaczął grać już rok później, w 1996 roku. Rozegrał 31 meczów, strzelił 5 goli i wywalczył swoje pierwsze trofeum w karierze – mistrzostwo Rosji. W 1997 roku Spartak z Jegorem w składzie powtórzył to osiągnięcie, a w 1998 roku Titow poprowadził klub do zdobycia dubletu – mistrzostwa kraju i Pucharu Rosji. Po raz drugi też wystąpił w rozgrywkach Ligi Mistrzów. Sam został wybrany Piłkarzem Roku w Rosji. W kolejnych latach Titow ze Spartakiem osiągał kolejne sukcesy – w 1999, 2000 i 2001 następne trzy mistrzostwa Rosji. W 2000 roku po raz drugi w karierze został nagrodzony statuetką dla najlepszego zawodnika w kraju. Jednak już w 2002 roku zaczęła się ligowa dominacja CSKA Moskwa i Titow ze swoim klubem zajął 3. pozycję w lidze, a w 2003 roku w ogóle nie zakwalifikował się do europejskich pucharów. 
W 2004 roku po spotkaniu pomiędzy Rosją i Walią u Titowa wykryto niedozwoloną substancję, bromantan i zawodnik został zdyskwalifikowany na 12 miesięcy nie zaliczając tym samym żadnego spotkania w lidze rosyjskiej. Do gry wrócił w 2005 roku i ponownie stał się liderem środka pola Spartaka. Zarówno w tamtym, jak i 2006 oraz 2007 roku doprowadził klub do wicemistrzostwa Rosji. W Spartaku grał do lata 2008 roku, a łącznie w barwach tego klubu rozegrał 324 mecze i zdobył 87 goli.
Kolejnym klubem w karierze Titowa był FK Chimki, wywodzący się z miejscowości o tej samej nazwie, leżący pod Moskwą. W Chimki spędził pół roku, a na początku 2009 roku trafił do pierwszej ligi kazachskiej, do tamtejszego Łokomotiwu Astana. W Łokomotiwie grał wraz z byłym partnerem z linii pomocy Spartaka, Andriejem Tichonowem.
| Sezon | Klub             | Kraj       | Rozgrywki    | Mecze | Bramki |
| ----- | ---------------- | ---------- | ------------ | ----- | ------ |
| 1995  | Spartak Moskwa   | Rosja      | Premier Liga | 12    | 1      |
| 1996  | Spartak Moskwa   | Rosja      | Premier Liga | 31    | 5      |
| 1997  | Spartak Moskwa   | Rosja      | Premier Liga | 31    | 8      |
| 1998  | Spartak Moskwa   | Rosja      | Premier Liga | 29    | 5      |
| 1999  | Spartak Moskwa   | Rosja      | Premier Liga | 29    | 12     |
| 2000  | Spartak Moskwa   | Rosja      | Premier Liga | 24    | 13     |
| 2001  | Spartak Moskwa   | Rosja      | Premier Liga | 30    | 11     |
| 2002  | Spartak Moskwa   | Rosja      | Premier Liga | 30    | 4      |
| 2003  | Spartak Moskwa   | Rosja      | Premier Liga | 29    | 9      |
| 2004  | Spartak Moskwa   | Rosja      | Premier Liga | 0     | 0      |
| 2005  | Spartak Moskwa   | Rosja      | Premier Liga | 28    | 4      |
| 2006  | Spartak Moskwa   | Rosja      | Premier Liga | 25    | 8      |
| 2007  | Spartak Moskwa   | Rosja      | Premier Liga | 27    | 7      |
| 2008  | Spartak Moskwa   | Rosja      | Premier Liga | 9     | 0      |
| 2008  | FK Chimki        | Rosja      | Premier Liga | 12    | 1      |
| 2009  | Łokomotiw Astana | Kazachstan | Premier Liga | 24    | 6      |

## Kariera reprezentacyjna
W reprezentacji Rosji Titow zadebiutował 10 października 1998 roku w przegranym 2:3 meczu z Francją, rozegranym w ramach eliminacji do Euro 2000. Rosja jednak nie awansowała do tego turnieju. W 2002 roku Jegor zaliczył swój pierwszy w karierze turniej o mistrzostwo świata – Mundial w Korei Południowej i Japonii. Tam był podstawowym zawodnikiem i wystąpił we wszystkich trzech meczach "Sbornej": w wygranym 2:0 z Tunezją, strzelając pierwszego gola spotkania, przegranym 0:1 z Japonią oraz przegranym 2:3 z Belgią. Na turniej Euro 2004 Titow nie pojechał z powodu dyskwalifikacji. Do 2007 roku rozegrał w barwach kadry narodowej 41 spotkań, w których strzelił 7 goli.